# Sabujo-espanhol
Sabujo-espanhol[Nota](em castelhano:  sabueso español) é uma raça de cães de faro originária da Espanha. Considerado um farejador vigoroso, é geralmente utilizado para rastrear sozinho. É considerado parente ou descendente do Mastiff, do Bloodhound e possivelmente do extinto Talbot hound. A raça foi criada na Península Ibérica, longe do contato com outros cães. Sua variação de tamanho é tão grande, que cada variedade recebeu um nome distinto, como por exemplo "sabujo-espanhol-lébrel", o menor de todos e praticamente extinto. De adestramento considerado de dificuldade mediana, não é visto como bom cão de companhia, já que apresenta problemas de socialização com outros animais.